# Saison 12 d'Esprits criminels
Chronologie
Saison 11 Saison 13
La douzième saison d’Esprits criminels (Criminal Minds), série télévisée américaine, est constituée de  vingt-deux épisodes diffusée depuis le 28 septembre 2016 sur CBS.

## Synopsis
Le département des sciences du comportement (BAU, Behavioral Analysis Unit en VO), situé à Quantico en Virginie, est une division du FBI. La série suit une équipe de profileurs, amenée à se déplacer dans l'ensemble des États-Unis (et ailleurs), chargée d'enquêter localement sur les criminels et les tueurs en série. Chacun de ses agents a sa spécialité et sa personnalité, ce qui les rend complémentaires.

## Distribution

### Acteurs principaux
- Thomas Gibson (VF : Julien Kramer) : agent spécial superviseur Aaron « Hotch » Hotchner (épisodes 1 et 2)
- Joe Mantegna (VF : Hervé Jolly) : agent spécial superviseur David Rossi
- Matthew Gray Gubler (VF : Taric Mehani) : agent spécial Spencer Reid (20 épisodes)
- Paget Brewster (VF : Marie Zidi) : agent spécial Emily Prentiss, chef d'équipe (à partir du 3e épisode - 20 épisodes)
- Andrea Joy Cook (VF : Véronique Picciotto) : agent spécial Jennifer « J. J. » Jareau
- Kirsten Vangsness (VF : Laëtitia Lefebvre) : Penelope Garcia, analyste et agent de liaison
- Adam Rodriguez (VF : Cyrille Artaux) : agent spécial Luke Alvez
- Aisha Tyler (VF : Anne O'Dolan) : Dr Tara Lewis, psychologue spécialisée dans la psychologie judiciaire (19 épisodes)
- Damon Gupton (VF : Olivier Cordina) : agent spécial Stephen Walker (à partir du 8ème épisode - 15 épisodes)

### Acteurs récurrents
- Harold Perrineau (VF : Daniel Lobé) : Calvin Shaw[2] (5 épisodes)
- Richard T. Jones (VF : Jean-Paul Pitolin) : officier Lionel Wilkins (5 épisodes)
- Jeananne Goossen : Fiona Duncan (5 épisodes)
- Josh Stewart (VF : Thierry Wermuth) : William LaMontagne Jr. (épisode 2 - récurrence à travers les saisons)
- Mekhai Andersen : Henry LaMontagne (épisode 2 - récurrence à travers les saisons)

### Invités
- Bodhi Elfman (VF : Daniel Lafourcade) : Peter Lewis (épisodes 1, 7 et 19)
- Jane Lynch (VF : Marie-Laure Beneston) : Diana Reid (épisodes 11, 20 et 22)
- Alfred Adderly : Malcolm (épisodes 18, 19 et 21)
- Gia Mantegna : Lindsey Vaughn (épisodes 20, 21 et 22)
- Aubrey Plaza (VF : Alice Taurand) : Cat Adams (épisodes 21 et 22)
- Shemar Moore (VF : David Krüger) : agent spécial Derek Morgan (épisode 22)

## Production

### Développement
Le 6 mai 2016, CBS a renouvelé la série pour une douzième saison

### Casting
En juin 2016, Adam Rodriguez est annoncé pour intégrer la distribution principale et remplacer Shemar Moore dès la douzième saison.
En juillet 2016, Paget Brewster sera de retour où elle apparaîtra dans plusieurs épisodes de la douzième saison.
En août 2016, Aisha Tyler est promue à la distribution principale à partir de la douzième saison après avoir été récurrente lors de la onzième saison. Le 11 août 2016, au cours du tournage de la douzième saison, Thomas Gibson est suspendu pour plusieurs épisodes après une altercation avec un des producteurs de la série. Le lendemain, CBS annonce finalement le renvoi définitif de l'acteur après onze saisons. Dans le même temps, il a été annoncé que Paget Brewster avait été promue à la distribution principale et de retour à plein temps à partir de l'épisode 3[réf. souhaitée].
En septembre 2016, CBS a annoncé que Jane Lynch sera de retour pour reprendre son rôle de Diana Reid, la mère de Spencer Reid. Elle apparaîtra dans plusieurs épisodes dans la seconde moitié de la saison à partir de 2017. L'actrice Sherilyn Fenn apparaîtra en tant qu'invité dans l'épisode 3.
Le 30 septembre 2016, CBS a annoncé que Damon Gupton, à la suite du renvoi définitif de Thomas Gibson, intégrera la distribution principale lors du 8e épisode de cette saison, dans le rôle de l’Agent Spécial Stephen Walker, un profiler expérimenté du Programme d’analyse comportementale (BAU) qui apportera ses compétences d’espion spécialisé dans la chasse aux criminels.
En mars 2017, Shemar Moore reprendra son rôle de l'agent spécial Derek Morgan le temps du dernier épisode de cette saison.
En avril 2017, il est annoncé que la fille de Joe Mantegna, Gia Mantegna, reprendra le rôle de Lindsey Vaughan qu'elle avait tenu dans un épisode de la saison 3. Elle apparaîtra lors des trois derniers épisodes de la saison 12.
En mai 2017, Erica Messer, la productrice de la série, a révélé que Aubrey Plaza sera de retour et présente lors des deux derniers épisodes de cette saison.

### Diffusion
Aux États-Unis et au Canada, la saison est diffusée en simultané à partir du 28 septembre 2016 sur CBS et sur CTV.

## Liste des épisodes

### Épisode 1:Tailler dans le vif
- États-Unis /  Canada : 28 septembre 2016 sur CBS / CTV
- Belgique : 5 mars 2017 sur RTL-TVI[15]
- Suisse : 1er juin 2017 sur RTS Un[16]
- France : 5 juin 2017 sur TF1[17]

- États-Unis : 8,92 millions de téléspectateurs[18] (première diffusion)
- Canada : 1,99 million de téléspectateurs[19] (première diffusion + différé 7 jours)
- France : 5,44 millions de téléspectateurs[20] (première diffusion)

- Erik Stocklin (Brian Phillips)
- Bobby Ray Shafer (le chef Arthur Emmett)
- Jeff Kongs (officier Chet Dewey)
- Amy Landon (Carla Jean Birch)
- Tim Abell (Earl Roy Everton)
- Kraig Dane (Daniel Cullen)
- Tom Jenkins (Bob Phillips)
- Jami Ferreira (Gail Phillips)
- Sarah Buehler (la maîtresse Magdaline)
- Ashlynn Ross (Chelsea Carter)
- Randolph Thompson (Dr Jones)
- Brooke Culbertson (la femme de l'officier Dewey)
- Gavin Michael Pierce (le fils de l'officier Dewey)

- D'introduction : « La colère est mon aliment : je me nourris de moi-même, et je mourrai de faim en me nourrissant ainsi. » de William Shakespeare.
- De conclusion : « Le mal que font les hommes vit après eux. Le bien est souvent enterré avec leurs os. » de William Shakespeare.

### Épisode 2:Au cœur du brasier
- États-Unis /  Canada : 5 octobre 2016 sur CBS / CTV
- Belgique : 5 mars 2017 sur RTL-TVI[15]
- Suisse : 1er juin 2017 sur RTS Un[16]
- France : 12 juin 2017 sur TF1[21]

- États-Unis : 7,62 millions de téléspectateurs[22] (première diffusion)
- Canada : 1,82 million de téléspectateurs[23] (première diffusion + différé 7 jours)
- France : 5,07 millions de téléspectateurs[24] (première diffusion)

- Jaylin Ogle (Roberto Morales)
- Genneya Walton (Francesca Morales)
- Dionne Gipson (Renee Morales)
- Eric Murdoch (John David Bates)
- Ciara Caneega (Trisha Bates)
- Robert James Watkins (le policier)
- Greg Yoder (le père ayant du chagrin)
- Cathy Lynn Yonek (la mère ayant du chagrin)
- Tina Landon (la mère en pleurs)

- D'introduction : « La perte et la possession, la vie et la mort ne font qu'un. Nulle ombre ne s'étend là où le soleil ne brille point. » de Hilaire Belloc.
- De conclusion : « L'amour commence quand nous nous consacrons à ceux qui sont à nos côtés, les membres de notre propre famille. » de Mère Theresa.

### Épisode 3:Pensées interdites
- États-Unis /  Canada : 12 octobre 2016 sur CBS / CTV
- Belgique : 12 mars 2017 sur RTL-TVI[25]
- Suisse : 8 juin 2017 sur RTS Un[26]
- France : 19 juin 2017 sur TF1[27]

- États-Unis : 8,4 millions de téléspectateurs[28] (première diffusion)
- Canada : 1,88 million de téléspectateurs[29] (première diffusion + différé 7 jours)
- France : 4,8 millions de téléspectateurs[réf. nécessaire] (première diffusion)

- Lachlan Buchanan (Stuart Baker)
- Sherilyn Fenn (Gloria Barker)
- Hector Hugo (inspecteur Sam Ogilvie)
- Gretchen Lodge (Lynelle Barker)
- Ellen D. Williams (M. E. Dawn Durboraw)
- Collin McMullen (Tommy)
- Tony Espinosa (Malcolm Landon)
- Lony'e Perrine (Stephanie Turner)
- Allison Caetano (Lisa Barclay)
- Grant Durazo (l'adolescent no 1)
- Dylan Darwish (l'adolescent no 2)
- Shawn Patrick Clifford (l'ouvrier)
- D'Arcy Fellona (Kim Conti, la mère en bikini)
- Max Jimenez (le fils de Kim)
- Jacob Manown (l’adolescent)
- Liberty Hobbs (l'adolescente)

- D'introduction : « Les péchés et les plaisirs interdits sont comme du pain empoisonné. Ils peuvent satisfaire votre appétit sur le moment, mais au bout du compte, ils n'apportent que la mort. » de Tyron Edwards (en).
- De conclusion : « Trois choses ne peuvent pas être cachées bien longtemps : le soleil, la lune et la vérité. » de Bouddha.

### Épisode 4:Une pulsion animale
- États-Unis /  Canada : 26 octobre 2016 sur CBS / CTV
- Belgique : 12 mars 2017 sur RTL-TVI[25]
- Suisse : 8 juin 2017 sur RTS Un[26]
- France : 26 juin 2017 sur TF1[30]

- États-Unis : 7,66 millions de téléspectateurs[31] (première diffusion)
- Canada : 1,79 million de téléspectateurs[32] (première diffusion + différé 7 jours)
- France : 5,17 millions de téléspectateurs[réf. nécessaire] (première diffusion)

- Courtney Gains (Todd Burton)
- John Cothran Jr. (Trooper Jim Carson)
- Jake O'Flaherty (Colin Maynard)
- Chrisanne Eastwood (M. E. Patricia Olwyler)
- Tripp Pickell (Howard Walker)
- Dusty Sorg (Cormac Burton)
- Rick Cramer (Curtis Burton)
- Parker C. Hix (Todd jeune)
- Luke Judy (Cormac, jeune)
- Toneey Acevedo (le sans-abris no 1)

- D'introduction : « Méfiez-vous de l'homme qui se tait et du chien qui n'aboie pas. » Proverbe Cheyenne.
- De conclusion : « Qu'existe-t-il de plus grand pour deux âmes humaines, que de savoir qu'elles sont unies pour la vie, et de sentir dans le silence de souvenirs inexprimables qu'elles ne sont qu'une, au moment de la dernière séparation ? » de George Eliot.

### Épisode 5:Un pour tous
- États-Unis /  Canada : 9 novembre 2016 sur CBS / CTV
- Belgique : 19 mars 2017 sur RTL-TVI[33]
- Suisse : 15 juin 2017 sur RTS Un[34]
- France : 3 juillet 2017 sur TF1[35]

- États-Unis : 7,37 millions de téléspectateurs[36] (première diffusion)
- Canada : 1,72 million de téléspectateurs[37] (première diffusion + différé 7 jours)
- France : 4,93 millions de téléspectateurs[réf. nécessaire] (première diffusion)

- Joey Bragg (Kyle Ecklund)
- Kaylee Bryant (Amanda Bergstrom)
- Jacob Houston (Zach Peterson)
- Trevor Black (le shérif Wilson)
- Dalton Gray (Matt Doherty)
- Shaughn Buchholz (Eric Bakken)
- David Wunderlich (Ron Fergusson)
- Matt Cornett (Austin Settergren)
- Drew Bell (Mitch Settergren)
- Jill Whelan (Principal Vicki Dahl)
- Lizzie Poncio (Megan)
- Tess Aubert (Sam)
- Devan Leos (Ryan)
- Romel De Silva (Josh)
- Christine McLain (Bridget Bergstrom)
- Hunter Payton (Kevin Bergstrom)
- Kelli Barksdale (Grace Doherty)
- Heather Hopkins (la jeune fille au volant)
- Vishesh Chachra (le père #1)
- Erica Lamkin (la mère #1)

- D'introduction : « Les malheureux sont ingrats, cela fait partie de leur malheur. » de Victor Hugo.
- De conclusion : « L'important, c'est ce que nous faisons nous-même, de ce que l'on fait de nous. » de Jean-Paul Sartre.

### Épisode 6:Perdus dans la nuit
- États-Unis /  Canada : 16 novembre 2016 sur CBS / CTV
- Belgique : 19 mars 2017 sur RTL-TVI[33]
- Suisse : 15 juin 2017 sur RTS Un[34]
- France : 28 août 2017 sur TF1[38]

- États-Unis : 7,62 millions de téléspectateurs[39] (première diffusion)
- Canada : 1,93 million de téléspectateurs[40] (première diffusion + différé 7 jours)
- France : 3,17 millions de téléspectateurs[réf. nécessaire] (première diffusion)

- Jim Turner (le chef Jim « Coop » Cooper)
- Brett Rickaby (Deeley Henson)
- Van Crosby (Josh Harmon)
- Nick Gore (P. K. Riggins)
- Brandon Logan (Bones Jarvis)
- Ahmad Dugas (Jimmy Ridley)
- Rob Zabrecky (John Henry Henson)
- Truly Magyar (Allie Henson)
- Shawn Lockie (Joy Harmon)
- Kevin Sifuentes (Dan Riggins)
- Pilar Holland (Colleen Riggins)
- Marcus Hanson (Bill Jarvis)
- Joshua Hoffman (Deeley Henson jeune)
- Alex Rubin (John Henry Henson jeune)
- Hannah Spiros (Allie Henson jeune)
- André Ellingson (le volontaire pris au piège)

- D'introduction : « La force d’une famille comme celle d’une armée tient à la fidélité qui unit ses membres. » de Mario Puzo.
- De conclusion : « Tant que les souvenirs de certains amis chers vivra dans mon cœur, je considérerai que la vie est belle. » de Helen Keller.

### Épisode 7:À s'y méprendre
- États-Unis /  Canada : 30 novembre 2016 sur CBS / CTV
- Suisse : 22 juin 2017 sur RTS Un[41]
- Belgique : 12 juillet 2017 sur RTL-TVI
- France : 30 août 2017 sur TF1[42]

- États-Unis : 7,44 millions de téléspectateurs[43] (première diffusion)
- Canada : 2,04 millions de téléspectateurs[44] (première diffusion + différé 7 jours)
- France : 5,35 millions de téléspectateurs[45] (première diffusion)

- Terrence Terrell (Gabriel Lewis)
- Alimi Ballard (Desmond Holt)
- Stan Shaw (Albert Lewis)
- Mary K DeVault (Alison Shines)
- Alan Heitz (Bill Shines)
- Shae Smolik (Hannah Shines)
- Jessica Watkin (Tara jeune)
- Spence Moore II (Gabriel jeune)

- D'introduction : « Ton frère peut être le gardien de ton identité, la seule personne qui possède les clés de tous tes secrets et de ton moi profond. » de Marian Sandmaier.
- De conclusion : « Le père répondit  : 'Toi mon enfant, tu es toujours avec moi et tout ce qui est à moi est à toi. Il fallait bien festoyer et se réjouir, car ton frère que voilà était mort et il est revenu à la vie. Il était perdu et il est retrouvé.' » Évangile selon Luc, chapitre 15, versets 31 et 32.

### Épisode 8:L'Épouvantail
- États-Unis /  Canada : 7 décembre 2016 sur CBS / CTV
- Suisse : 22 juin 2017 sur RTS Un[41]
- France : 6 septembre 2017 sur TF1[46]

- États-Unis : 7,77 millions de téléspectateurs[47] (première diffusion)
- Canada : 1,92 million de téléspectateurs[48] (première diffusion + différé 7 jours)
- France : 4,70 millions de téléspectateurs[49]

- Chris Owen (Kevin Decker)
- Courtney Halverson (Cherry Rollins)
- Margarita Franco (le capitaine Ferreri)
- Nick Jaine (M. E. Theo Goss)
- Toni Torres (Lori Johnson)
- Rick Kelly (John Decker)
- Mary Manofsky (Anne Baldwin)
- Michael Canetty (l'homme)
- Spencer Ward (Kevin jeune)
- Saige Donaldson (la jeune fille (Carly))

- D'introduction : « Dieu nous mène parfois dans des eaux tumultueuses, non pas pour nous noyer, mais pour nous purifier. » (Auteur inconnu)
- De conclusion : « Parfois de belles choses s'effondrent pour que de meilleures prennent leurs places. » de Marilyn Monroe.

- Le titre de l'épisode fait référence à l'un des ennemis de Batman.[réf. nécessaire]

### Épisode 9:Cas d'école
- États-Unis /  Canada : 4 janvier 2017 sur CBS / CTV
- Suisse : 29 juin 2017 sur RTS Un[50]
- France : 6 septembre 2017 sur TF1[46]

- États-Unis : 7,27 millions de téléspectateurs[51] (première diffusion)
- Canada : 1,64 million de téléspectateurs[52] (première diffusion + différé 7 jours)
- France : 4,4 millions de téléspectateurs

- Adam Nelson (Tommy Yates)
- Pooch Hall (Clark)
- Shayla Hale (Sheffield)
- Ashwin Gore (Larabee)
- Carie Kawa (Cho)
- Therese McLaughlin (Jody Wilson)
- Madonna Magee (Mae Wilson)
- Gordon James Asti (Michael Lee Hill)
- Sushana Watkis (Brandi)
- Najarra Townsend (Regina Franklin)
- Erin McIntosh (Fantasy Victim)
- Jennifer Karen Lee (la journaliste)
- Shirell Ferguson-Coleman (la mère de Brandi)
- Tansy Alexander (la mère de Regina)
- Mark Fite (le père de Regina)

- D'introduction : « Quelle est donc cette démence de devancer son infortune ? » de Sénèque.
- De conclusion : « La vie des morts consiste à survivre dans l'esprit des vivants. » de Cicéron.

### Épisode 10:La Brebis galeuse
- États-Unis /  Canada : 11 janvier 2017 sur CBS / CTV
- Suisse : 29 juin 2017 sur RTS Un[50]
- France : 13 septembre 2017 sur TF1

- États-Unis : 7,54 millions de téléspectateurs[53] (première diffusion)
- Canada : 1,74 million de téléspectateurs[54] (première diffusion + différé 7 jours)
- France : 4,694 millions de téléspectateurs

- Stevie Lynn Jones (Bea / Bethany Adams)
- Jon Ecker (Zeke)
- Sadie Schwolsky (Viv)
- Marnee Carpenter (Kay)
- Sam Puefua (Germ)
- Tarina Pouncy (Claire Vendl)
- Thai Douglas (Joe Vendl)
- Esodie Geiger (M. E. Sterling)
- Alison Michelle (Michelle Adams)
- Neil Colin (Paul Adams)
- Tricia Cruz (Lenore Purcell)
- Joseph Will (Rick Purcell)
- Robert James Watkins (Crime Scene Tech)

- D'introduction : « À présent, nous formons une bande de voleurs et nous l’appellerons le Gang de Tom Sawyer. Tous ceux qui voudront en faire partie devront prêter serment et signer leur nom avec leur sang. » de Mark Twain.
- De conclusion : « Un gang, c'est l'endroit où les lâches vont se cacher. » de Mickey Mantle.

### Épisode 11:Ensevelis
- États-Unis /  Canada : 1er février 2017 sur CBS / CTV
- Suisse : 6 juillet 2017 sur RTS Un[55]
- France : 20 septembre 2017 sur TF1

- États-Unis : 7,45 millions de téléspectateurs[56] (première diffusion)
- Canada : 1,77 million de téléspectateurs[57] (première diffusion + différé 7 jours)
- France : 4,625 millions de téléspectateurs

- Jane Lynch (Diana Reid)
- Eric Henry (Bryce Jarvis)
- Joyce Guy (M. E. Joan Grayson)
- Dia Frampton (Jill Flanagan)
- Andy Cohen (Kevin Hilliard)
- Kailena Mai (Amalia Banks)
- Will Finley (Mike Bollinger)
- Rudy Marquez (Owen Sims)
- Drea Garcia (Beth Sims)
- Angela Robinson Witherspoon (Cassie Campbell)
- Beth Maitland (Eleanor Parsons)
- Bjarne Hecht (George Findley)

- D'introduction : « Nous devons nous souvenir que Satan a aussi ses miracles. » de Jean Calvin.
- De conclusion : « Le temps avance dans une direction, la mémoire dans une autre. » de William Gibson.

### Épisode 12:Malheur conjugal
- États-Unis /  Canada : 8 février 2017 sur CBS / CTV
- Suisse : 6 juillet 2017 sur RTS Un[55]
- France : 27 septembre 2017 sur TF1

- États-Unis : 6,7 millions de téléspectateurs[58] (première diffusion)
- Canada : 1,51 million de téléspectateurs[59] (première diffusion + différé 7 jours)
- France : 4,795 millions de téléspectateurs

- Ivan Hernandez (Mark Tolson)
- Skylar Roberge (Renee)
- Chris Parks (Brent Miller)
- Carlos Arellano (le chef Bailor)
- Amelia Champion (Angela Mastriano)
- Maia Schobel (Maddison Mastriano)
- David Otunga (Dwayne)
- Zachary Burr Abel (Bill Seavers)
- Angela Gots (Kate)
- Helen Sadler (Diane)
- John O'Brien (Dr Meyer)
- Andrew Liberty (Dale Ericsson)
- Jessica Greer (Tammy Ericsson)
- Remington Hoffman (Wesley Parham)
- Angela Robinson Witherspoon (Cassie Campbell)
- Jason R. Holmes (Ben)
- John Grohl (Christian)
- Keith Antone (Nick Goode)
- Lisa Maley (la journaliste)

- D'introduction : « Un bon mari fait une bonne épouse. » de John Florio.
- De conclusion : « Rien n'est plus triste que la mort d'une illusion. » d'Arthur Koestler.

### Épisode 13:Spencer
- États-Unis /  Canada : 15 février 2017 sur CBS / CTV
- Suisse : 13 juillet 2017 sur RTS Un[60]
- France : 4 octobre 2017 sur TF1

- États-Unis : 7,34 millions de téléspectateurs[61] (première diffusion)
- Canada : 1,54 million de téléspectateurs[62] (première diffusion + différé 7 jours)
- France : 5,81 millions de téléspectateurs

- Alana De La Garza (Clara Seger)
- Daniel Henney (Matthew Simmons)
- David Barrera (Mario Casteneda)
- David Carreno (l'officier Cabrera)
- Ani Sava (Rosa Medina)
- Pancho Cardena (Cell Mate)
- Kevin Palafox (le technicien)

- D'introduction : « Il n'y a point d'homme juste sur la terre qui fasse le bien et qui ne pèche jamais. » Ecclésiaste, chapitre 7, verset 20.
- De conclusion : « Il y a tant de choses fragiles après tout. Les gens, tout comme les rêves et les cœurs, se brisent si facilement. » de Neil Gaiman.

- Les agents Clara Seger (Alana De La Garza) et Matthew Simmons (Daniel Henney), personnages de la deuxième série dérivée Esprits criminels : Unité sans frontières (Criminal Minds: Beyond Borders), font une apparition dans cet épisode.

### Épisode 14:Les Uns après les autres
- États-Unis /  Canada : 22 février 2017 sur CBS / CTV
- Suisse : 13 juillet 2017 sur RTS Un[60]
- France : 11 octobre 2017 sur TF1

- États-Unis : 7,33 millions de téléspectateurs[63] (première diffusion)
- Canada : 1,64 million de téléspectateurs[64] (première diffusion + différé 7 jours)
- France : 4,825 millions de téléspectateurs

- Frank Gerrish (Pete Abadilla)
- Rosemary Dominguez (Marta Calderon)
- Joey Jennings (Jonathan Rhodes)
- Leah McKendrick (Alyssa Miles)
- Brandon Moten (Mark Keeling)
- Zack Radvansky (Tim Dellinger)
- Antonio Leon (AUSA Manny Martinez)
- Susan Beaubian (la juge Willa Frost)
- Ervin Ross (le greffier de la cour)

- D'introduction : « L'illusion du contrôle rend l'impuissance plus tolérable. » d'Allie Brosh.
- De conclusion : « La perte de contrôle engendre la peur. Mais elle est aussi source de changement. » de James Frey.

### Épisode 15:Le Mâle dominant
- États-Unis /  Canada : 1er mars 2017 sur CBS / CTV
- Suisse : 20 juillet 2017 sur RTS Un[65]
- France : 18 octobre 2017 sur TF1

- États-Unis : 6,54 millions de téléspectateurs[66] (première diffusion)
- Canada : 1,72 million de téléspectateurs[67] (première diffusion + différé 7 jours)

- Erich Lane (Alan Crawford)
- Ren Hanami (Dr Marion Rillo)
- James Gaisford (Colton Davis)
- Chanty Sok (Neela Travers)
- Jeannie Bolet (le capitaine Gail Stoll)
- Adam Dunnells (Dwayne)
- Matt Lasky (Hicks)
- Joss Glennie-Smith (Little T)
- Mo Anouti (Milos)
- Colleen Labella (Melinda Carroll)
- David Futernick (George Cunningham)
- Karibel Rodriguez (Brandy Moore)
- Moritz J. Williams (David Turner)
- Phillip Garcia (Randall Harris)
- Corby Sullivan (le garde Tidwell)
- Lorenzo Bastien (le petit-ami)

- D'introduction : « Les hommes forts et exemplaires n'ont pas besoin de rabaisser les femmes pour se sentir puissants. » de Michelle Obama.
- De conclusion : « Une des nombreuses leçons qu'on apprend en prison, c'est que les choses sont ce qu'elles sont et qu'elles seront ce qu'elles seront. » d'Oscar Wilde.

### Épisode 16:Lorsqu'il est trop tard…
- États-Unis /  Canada : 15 mars 2017 sur CBS / CTV
- Suisse : 20 juillet 2017 sur RTS Un[65]
- France : 18 octobre 2017 sur TF1

- États-Unis : 7,5 millions de téléspectateurs[68] (première diffusion)
- Canada : 1,92 million de téléspectateurs[69] (première diffusion + différé 7 jours)

- Wayne Lopez (inspecteur Baez)
- Aidan Bristow (Daniel Allen White / Unsub)
- Crystal-Lee Naomi (Gigi Stevens)
- Tatum O'Neal (Miranda White)
- Peter James Smith (M. E. Wong)
- Kandis Mak (Serena Adams)
- Vivian Benitez (Lisa Jackson)
- Tabitha Petrini (Sadie)
- Phillip Garcia (Luis Delgado)
- Eddie Alfano (Frazier)
- Diego Amarosa (Duerson)
- Rawann Gracie (Danniel jeune)
- Josh Drennen (le barman)
- Alexander Harris (le garde de la zone commune)
- Marabina Jaimes (la journaliste TV)

- D'introduction : « Il n'est ni sûr ni honnête d'agir contre sa propre conscience. Me voici donc en ce jour. Je ne puis faire autrement. » de Martin Luther.
- De conclusion : « L'espoir, c'est d'être capable de voir la lumière malgré l'obscurité. » de Desmond Tutu.

### Épisode 17:Dans l'obscurité
- États-Unis /  Canada : 22 mars 2017 sur CBS / CTV
- Suisse : 27 juillet 2017 sur RTS Un[70]
- France : 25 octobre 2017 sur TF1

- États-Unis : 7,46 millions de téléspectateurs[71] (première diffusion)
- Canada : 1,78 million de téléspectateurs[72] (première diffusion + différé 7 jours)

- Heidi Sulzman (le sergent Suzanne Kuroda)
- Johnny Wactor (Trey Gordon / Unsub)
- Oleg Zatsepin (Bob Joplin / Chasseur)
- Jeffrey Markle (M. E. Harry Greenberg)
- Matt Raimo (Mike Hood)
- Ebboney J. Wilson (Lyn Anastasio)
- Drew Fonteiro (Jon Kreutzmann)
- Ian Kerch (Paul McConnell)
- Emmanuelle Roumain (Janis Weir)
- Gary Kasper (Samuel Gordon / le grand homme)
- Phillip Garcia (Luis Delgado)
- Alexander Harris (Peters, le garde no 1)
- Eddie Alfano (Frazier)
- Diego Amarosa (Duerson)
- Atticus Todd (Chess Inmate)
- Jhey Castles (le journaliste TV)

- D'introduction : « Personne ne s'attarde jamais vraiment sur la vie. En revanche, La mort est toujours intéressante. Elle nous tire et nous attire. » de Janet Malcolm.
- De conclusion : « Bénis sont les personnes qui ne connaissent ni la peur ni l'anxiété, et que le sommeil visite chaque nuit pour ne leur apporter que de doux rêves. » de Bram Stoker.

### Épisode 18:Sang pour sang
- États-Unis /  Canada : 29 mars 2017 sur CBS / CTV
- Suisse : 27 juillet 2017 sur RTS Un[70]
- France : 1er novembre 2017 sur TF1

- États-Unis : 6,88 millions de téléspectateurs[73] (première diffusion)
- Canada : 1,66 million de téléspectateurs[74] (première diffusion + différé 7 jours)

- Niko Nicotera (John Malone / Unsub)
- Gideon Adlon (Katie Hammond)
- Rick Gifford (FBI A.S.A.C. Hal Clayton)
- Heather Ankeny (Liz Hammond)
- Adam Ferrara (Bob Hammond)
- Eddie Alfano (Frazier)
- Diego Amarosa (Duerson)
- Alfred Adderly (Malcolm)
- Hal Devi (Tyler, le garde no 2)
- Kenyetta Lethridge (le chauffeur)o

- D'introduction : « Comment puis-je être substantiel si je ne projette aucune ombre ? Je me dois d'avoir une face obscure si je veux être complet. » de Carl Gustav Jung.
- De conclusion : « Elle ne peut être vue, ni être touchée, ni être entendue, ni même respirée. Elle gît derrière les étoiles et sous les collines, remplit les trous vides sous les racines. Elle vient d'abord et pour finir, termine la vie, tue le rire. » de J. R. R. Tolkien.

### Épisode 19:Le Vrai Nord
- États-Unis /  Canada : 5 avril 2017 sur CBS / CTV
- Suisse : 3 août 2017 sur RTS Un[75]
- France : 8 novembre 2017 sur TF1

- États-Unis : 7,04 millions de téléspectateurs[76] (première diffusion)
- Canada : 1,6 million de téléspectateurs[77] (première diffusion + différé 7 jours)

- Blake Webb (Ben Davis)
- Murphy Cross (Virginia Davis)
- Robert Torti (le shérif Scott Paseo)
- Minerva Garcia (M.E. Elizabeth Padilla)
- Jacob Loeb (Joey Fletcher)
- Nikki Crawford (Marla Grace)
- Alfred Adderly (Malcolm)
- Ani Sava (Rosa Medina)
- Robert Miano (le prospecteur)
- Travis Greer (Butler, le garde no 3)

- D'introduction : « Quand un cannibale mange avec une fourchette et un couteau, est-ce un progrès ? » de Stanisław Jerzy Lec.
- De conclusion : « L'avenir est inévitable, mais il peut ne pas avoir lieu. Dieu veille aux intervalles. » de Jorge Luis Borges.

### Épisode 20:Au mauvais endroit, au mauvais moment
- États-Unis /  Canada : 26 avril 2017 sur CBS / CTV
- Suisse : 3 août 2017 sur RTS Un[75]
- France : 15 novembre 2017 sur TF1

- États-Unis : 6,91 millions de téléspectateurs[78] (première diffusion)
- Canada : 1,51 million de téléspectateurs[79] (première diffusion + différé 7 jours)

- Tracie Thoms (Monica Walker)
- Hart Bochner (Sam Bower)
- Antonia Jones (Lisa Bower)
- Ilia Volok (Dmitri Sobchek)
- Eric Deskin (Alex McLean)
- Darren Barnet (Zach Bower)
- Gia Mantegna (Lindsey Vaughn)
- Jane Lynch (Diana Reid)
- Travis Greer (Butler, le garde no 3)
- Ramona DuBarry (le docteur)
- Morgan Alexandria (l'infirmière)

- D'introduction : « Le passé n'est jamais là où l'on croit l'avoir laissé. » de Katherine Anne Porter.
- De conclusion : « La vie doit être vécue en regardant vers l'avenir, mais elle ne peut être comprise qu'en se retournant vers le passé. » de Søren Kierkegaard.

### Épisode 21:Un pas en avant…
- États-Unis /  Canada : 3 mai 2017 sur CBS / CTV
- Suisse : 10 août 2017 sur RTS Un[80]
- France : 22 novembre 2017 sur TF1

- États-Unis : 7,37 millions de téléspectateurs[81] (première diffusion)
- Canada : 1,42 million de téléspectateurs[82] (première diffusion + différé 7 jours)

- Aubrey Plaza (Cat Adams)
- Susan Beaubian (le juge Willa Frost)
- Antonio Leon (AUSA Manny Martinez)
- Angela Robinson Witherspoon (Cassie Campbell)
- William C. Mitchell (Warden Harding)
- Chase Kim (US Marshal Kevin Cho)
- Fredric Lehne (Jack Vaughn)
- Jeananne Goossen (Fiona Duncan)
- Alfred Adderly (Malcolm)
- Gia Mantegna (Lindsey Vaughn)
- Nicole Cummins (la femme)
- Andrew Carter (l'homme)
- Cynthia Rose Hall (le garde)

- D'introduction : « La vie de chaque homme se termine de la même manière. Ce sont seulement les détails de son vécu et de sa mort qui distinguent un homme d'un autre. » d'Ernest Hemingway.

### Épisode 22:…Deux pas en arrière
- États-Unis /  Canada : 10 mai 2017 sur CBS[83] / CTV
- Suisse : 10 août 2017 sur RTS Un[80]
- France : 29 novembre 2017 sur TF1

- États-Unis : 8,12 millions de téléspectateurs[84] (première diffusion)
- Canada : 1,54 million de téléspectateurs[85] (première diffusion + différé 7 jours)

- Shemar Moore (Derek Morgan)
- Aubrey Plaza (Cat Adams)
- Kevin Will (John Fords)
- Beth Riesgraf (Maeve Donovan)
- Gia Mantegna (Lindsey Vaughn)
- Jane Lynch (Diana Reid)
- Ellington Ratliff (Ronnie Hawks)
- Calvin Harrison (agent Cal)
- Cynthia Rose Hall (officier)

JJ et Reid rendent visite en prison à Adams, qui est derrière l'enlèvement de sa mère Diana, avec sa complice Lindsey Vaughn et l'officier Lionel Wilkins, qui travaille dans la prison où Reid avait été emprisonné et également dans celle de Cat. Mais pour la sauver, il doit jouer un jeu mortel et décisif et en sortir vainqueur : elle veut qu'il trouve quel secret elle a bien pu découvrir sur lui ou sa mère mourra. Reid apprend que Cat est enceinte et elle affirme qu'il est le père.
Reid, en discutant avec Cat, comprend qu'elle a découvert qu'il a pris plaisir à droguer des détenus pour sauver sa peau. Pour elle, c'est un point de non-retour qui prouve que Spencer est aussi mauvais qu'elle, mais ce dernier est convaincu du contraire.
Alors que Lindsey rejoint Wilkins chez lui et l'abat, l'équipe parvient à établir sa connivence avec Lindsey et Cat et la rejoignent, alors qu'elle a piégé la maison au C4. C'est alors que Reid joue son va-tout : alors que les caméras de la cellule filment sa conversation avec Cat et que Prentiss la montre à Lindsey, il évoque la grossesse de Cat. Lindsey était amoureuse de Cat et prend cette information comme une trahison, et laisse l'équipe l'arrêter et sauver la mère de Reid.
- D'introduction : « L'infamie que vous m’enseignez, je la mettrai à exécution, et je me fais fort de surpasser mes maîtres. » de William Shakespeare.